# Kim Ji-yeon
Kim Ji-Yeon (Hangul: 김지연) (Busan o Seül, 12 de març de 1988) és una tiradora d'esgrima de Corea del Sud, especialista en sabre.
Fou la campiona olímpica de 2012 en Sabre individual femení. Kim és la primera dona de Corea del Sud a guanyar una medalla d'or olímpic en esgrima i la segona esgrimista femenina de Corea del Sud a guanyar qualsevol medalla olímpica després de Nam Hyun-Hee, que va guanyar la plata el 2008. És també la segona esgrimista de Corea del Sud a guanyar una medalla d'or en els Jocs Olímpics d'Estiu, després del floretista masculí Kim Young-Ho.

## Biografia
Al febrer de 2012, Kim va arribar a les semifinals del Grand Prix d'Orleans, el seu primer torneig internacional de la temporada 2012. El mes que va seguir, Kim va arribar a la seva primera final de sabre individual en la Copa del Món d'Antalya a Turquia. Al maig de 2012, Kim es va convertir en semifinalista a la Copa Mundial de Bolonya a Itàlia i el Gran Premi de Tianjin a la Xina en una fila. El seu èxit en aquests tornejos va augmentar la seva classificació FIE al 5 abans de l'inici dels Jocs Olímpics de 2012.

## Palmarès internacional
| Jocs Olímpics     | Jocs Olímpics        | Jocs Olímpics | Jocs Olímpics    |
| Any               | Lloc                 | Medalla       | Prova            |
| ----------------- | -------------------- | ------------- | ---------------- |
| 2012              | Londres (Regne Unit) | 1             | Sabre individual |
| 2020              | Tòquio (Japó)        | 3             | Sabre per equips |
| Campionat del món |                      |               |                  |
| Any               | Lloc                 | Medalla       | Prova            |
| 2013              | Budapest (Hongria)   | 3             | Sabre individual |
| 2017              | Leipzig (Alemanya)   | 2             | Sabre per equips |
| 2018              | Wuxi (Xina)          | 3             | Sabre per equips |
| 2019              | Budapest (Hongria)   | 3             | Sabre per equips |